# Sarocladium kiliense
Sarocládium kiliénse (лат.), также широко известен как Acremónium kiliense — вид несовершенных (половая стадия неизвестна) аскомицетовых грибов рода Sarocladium.

## Описание
Колонии на агаре с солодовым экстрактом (MEA) достигают 2 см в диаметре за 10 дней, розоватые, несколько влажные, в центральной части иногда с синнемами гиф. На овсяном агаре (OA) колонии плоские, бледные, иногда розоватые, с обратной стороны также иногда розоватые. На агаре Сабуро (SA) колонии плотные, бархатистые, светло-серые до охристых, по краю иногда оранжеватые, с обратной стороны коричневые. На многих средах после 12 дней культивирования образуюся многочисленные хламидоспоры 4—6,5×3,5—5,5 мкм.
Конидиогенные клетки — фиалиды 30—60 мкм длиной, как правило, образуются в основном на гифах субстратного мицелия, тонкостенные, одиночные, редко на ветвистых конидиеносцах. Конидии цилиндрические, 2,5—6×1—2 мкм.

## Значение
Относится к категории BSL-2 потенциально патогенных микроорганизмов. Активно растёт и спороносит при температуре 37 °C. Может выступать агентом микозов у людей с сильно ослабленным иммунитетом.

## Синонимы
- Acremonium incoloratum (Sukapure & Thirum.) W.Gams, 1971
- Acremonium kiliense Grütz, 1925basionym
- Cephalosporium candidum Sukapure & Thirum., 1966
- Cephalosporium incarnatum Sukapure & Thirum., 1963
- Cephalosporium incoloratum Sukapure & Thirum., 1966
- Cephalosporium infestans Govindu & Thirum., 1962
- Cephalosporium kiliense (Grütz) E.Hartmann ex C.W.Dodge, 1935
- Cephalosporium madurae A.A.Padhye et al., 1962